# 壽陽郡
寿阳郡，中国南北朝时设置的郡。
南朝齐永明八年（490年）设立寿阳郡，属梁州，荒或无民户。南朝梁沿置，大同二年（536年）属万州。治所在今四川省达州市达川区或宣汉县境。承圣三年（554年），西魏占领寿阳郡，属通州，北周沿置。隋文帝开皇三年（583年）废寿阳郡。